# Aclytia leucania
Aclytia leucania là một loài bướm đêm thuộc phân họ Arctiinae, họ Erebidae.